# Yakovlev Yak-9
O Yakovlev Yak-9 foi um avião de caça monomotor usado pela União Soviética na Segunda Guerra Mundial. Era fundamentalmente um desenvolvimento mais leve em relação ao Yak-7, tendo entrado em serviço em 1942. A sua fuselagem mais leve deu-lhe uma flexibilidade que os modelos anteriores não dispunham. Os seus pilotos consideravam a sua performance equivalente ou superior à do Messerschmitt Bf 109G e do Focke-Wulf Fw 190A-3/A-4. O Yak-9 foi o caça soviético mais produzido de todos os tempos. Foi produzido entre 1942 e 1948, tendo sido produzidas no total 16 769 unidades (14 579 das quais durante a guerra). Um Yak-9 foi o primeiro avião soviético a derrubar um Messerschmitt Me 262. Após a Segunda Guerra Mundial, foi usado pela Força Aérea da Coreia do Norte durante a Guerra da Coreia.